# Lonchaea fulvicornis
Lonchaea fulvicornis är en tvåvingeart som beskrevs av Jacques-Marie-Frangile Bigot 1881. Lonchaea fulvicornis ingår i släktet Lonchaea och familjen stjärtflugor.
Artens utbredningsområde är Frankrike. Inga underarter finns listade i Catalogue of Life.